# Reserva de pesca de la desembocadura del Guadalquivir

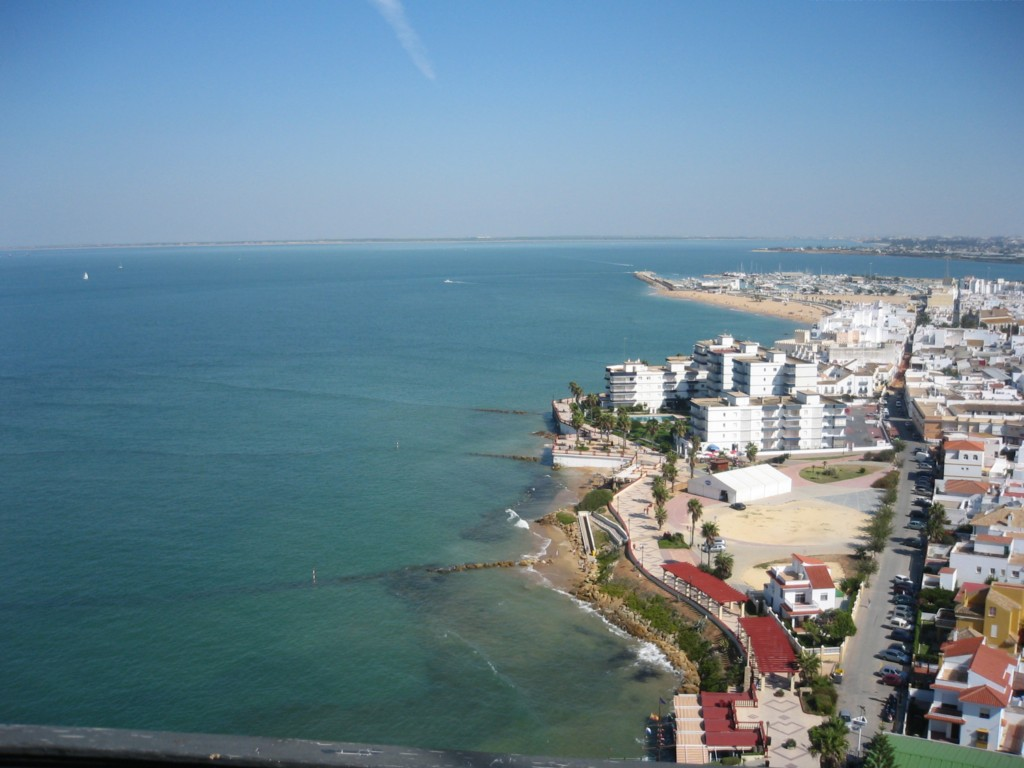
Vista del estuario del Guadalquivir desde el faro de Chipiona.

La reserva de pesca de la desembocadura del río Guadalquivir es una reserva de pesca española situada en el estuario del río Guadalquivir, en Andalucía. Fue declarada por parte de la Consejería de Agricultura y Pesca de la Junta de Andalucía por orden de 16 de junio de 2004, siendo ampliada en 2009.

## Límites
Abarca la superficie fluvial comprendida entre las líneas imaginarías que unen, por un lado, Bajo de Guía y la Punta de Malandar y, por otro el faro de Chipiona y la Torre Zalabar, una zona de cría de juveniles de peces y de crustáceos decápodos, los cuales constituyen el objeto de las principales pesquerías del Golfo de Cádiz.

## Restricciones
Está sujeta a una serie de restricciones y prohibiciones en cuanto a la pesca y al marisqueo tanto comercial como de recreo. En ella están permitidas la pesquería de langostino, corvina, acedía, choco, espáridos y lubina. En ella queda prohibida el marisqueo de moluscos bivalvos excepto el marisqueo a pie en la zona intermareal. 